# Лемма Бореля — Кантелли
Ле́мма Боре́ля — Канте́лли в теории вероятностей — это результат, касающийся бесконечной последовательности событий. Лемма часто используется для доказательства предельных теорем. Обычно лемма разбивается на два утверждения, называемыми первой и второй леммами Бореля — Кантелли.

## Первая лемма
Пусть дано вероятностное пространство {\displaystyle (\Omega ,{\mathcal {F}},\mathbb {P} )} и последовательность событий {\displaystyle \{A_{n}\}_{n=1}^{\infty }\subset {\mathcal {F}}}. Обозначим
{\displaystyle A=\limsup \limits _{n\to \infty }A_{n}\equiv \bigcap \limits _{n=1}^{\infty }\left(\bigcup \limits _{m=n}^{\infty }A_{m}\right)},
где {\displaystyle A} — событие, состоящее в том, что произойдёт бесконечно много событий из {\displaystyle A_{1},A_{2},...,A_{n}}.
Тогда, если {\displaystyle \sum \limits _{n=1}^{\infty }\mathbb {P} \left(A_{n}\right)<\infty }, то {\displaystyle \mathbb {P} (A)=0}.

## Вторая лемма
Если все события {\displaystyle \{A_{n}\}_{n=1}^{\infty }} совместно независимы, и {\displaystyle \sum \limits _{n=1}^{\infty }\mathbb {P} \left(A_{n}\right)=\infty }, то {\displaystyle \mathbb {P} (A)=1}.